# Berberis monguiensis
Berberis monguiensis är en berberisväxtart som beskrevs av L.A. Camargo-g.. Berberis monguiensis ingår i släktet berberisar, och familjen berberisväxter. Inga underarter finns listade i Catalogue of Life.